# Kickers Offenbach
Offenbacher Fußball-Club Kickers 1901 (conhecido por Kickers Offenbach) é uma agremiação esportiva alemã, fundada a 27 de maio de 1901, sediada em Offenbach am Main, no estado de Hesse, e ostenta como maior título uma conquista da Copa da Alemanha. Atua na Fußball-Regionalliga Südwest, a quarta divisão do país.

## História
A equipe do Kickers Offenbach foi criada no restaurante Rheinischer Hof por jogadores que tinham abandonado os clubes locais do 
Melitia, Teutonia, Viktoria, Germania e Neptun.
Os Kickers jogaram como time de meio porte na Bezirksliga Main/Hessen durante o fim dos anos 1920 e no início dos 30. O futebol alemão foi reorganizado em 1933 pelo Terceiro Reich, em dezesseis Gauligen de primeira divisão. Os Kickers entraram na Gauliga Südwest, pela qual conquistaram imediatamente o título e chegaram pela primeira vez na história aos play-offs. A equipe não teve algumas boas apresentações, mas seja como for, conseguiu melhorar o seu nível de jogo nas temporadas sucessivas, vencendo cinco campeonatos de divisões consecutivas de 1940 a 1944.
Na primeira parte dos anos 1940 a Gauliga Südwest foi dividida pela Gauliga Westmark e Gauliga Hessen-Nassau, pela qual jogaram os Kickers. O seu melhor resultado ocorreu em 1942, quando chegaram às semifinais do campeonato nacional antes de serem derrotados por 6 a 0 pelo Schalke 04 que estava no caminho para o seu sexto campeonato. Em 1944, os exércitos aliados estavam atravessando a Alemanha e a Gauliga Hessen-Nassau não disputou a temporada 1944-1945.

### O futebol no pós-guerra
Após a Segunda Guerra Mundial, o Offenbach continuou a ser uma equipe forte na Oberliga Süd. Em 1949, chega novamente às semifinais e é novamente eliminado pelo time que seria posteriormente campeão, o VfR Mannheim. No ano sucessivo chegou à final, perdendo o confronto decisivo por 2 a 1 para o VfB Stuttgart.
Os Kickers voltaram à final, em 1959 quando foram derrotados por 5 a 3 pelo Eintracht Frankfurt. Por todo o período do pós-guerra e nos anos que levaram à formação da primeira liga futebolística alemã, a Bundesliga, em 1963, a equipe sempre terminou na parte alta da tabela. Entretanto, não foram escolhidos entre os dezesseis times para a temporada inaugural do novo campeonato. A escolha recaiu sobre os rivais de Frankfurt.

### Ingresso na Bundesliga e escândalo
A estréia na Bundesliga deveria esperar até 1968. O time foi imediatamente rebaixado, mas voltou à máxima competição na temporada 1970-1971. Além do retorno à Bundesliga, o time venceu o seu único troféu, em 1970, com um vitória por 2 a 1 contra o Colônia na final da Copa da Alemanha.
Seja como for, ao fim da temporada 1971, a equipe ficou no centro de um escândalo. O presidente Horst Canellas teve que se explicar à Federação de Futebol Alemã, depois de ter sido visto perto de um jogador de uma outra equipe que queria um prêmio em dinheiro em troca do esforço do seu time ao bater um dos rivais do Offenbach na luta contra o rebaixamento. Não recebendo ajuda dos funcionários da liga, Canellas iniciou a recolher provas contra a acusação. No fim, mais de cinquenta jogadores de sete times diferentes, dois treinadores e seis árbitros foram considerados culpados por terem influenciado o resultado de partidas, mas Canellas não conseguiu salvar o seu time do rebaixamento. Outro time no centro do escândalo, o Arminia Bielefeld, seria punido somente na temporada sucessiva, tarde demais para salvar o Offenbach.
O escândalo teve um forte efeito negativo na jovem liga, contribuindo para o declínio do público. Posteriormente o futebol alemão obteve uma grande evolução, a partir das restrições aos salários e também a segunda divisão se tornou profissional. Para os jogadores significou que o rebaixamento não significa mais perder o status de profissional remunerado.

### Declínio e volta
Os Kickers ficariam sete anos sucessivos na segunda divisão, antes de retornarem à Bundesliga por uma só temporada, a de 1983-1984. Em 1985, problemas financeiros levaram o clube a ser penalizado na pontuação e relegado à Amateur Oberliga Hessen, de terceira divisão. A equipe tenta retornar, em 1989, mas é negada a sua permissão e é rebaixada. Na metade dos anos 1990 disputaram a Oberliga Hessen (IV) e no fim daquele decênio foram principalmente uma equipe de terceira divisão. O Offenbach retornou à 2. Bundesliga, em 2005, e embora tenha sempre tido resultados dissonantes, permanece uma das favoritas dos fãs. Porém, terminou a temporada 2007-2008 no décimo-sétimo lugar e foi rebaixada para a terceira divisão.
Após 5 temporadas no terceiro nível do futebol alemão, o clube terminou em 15º lugar na edição de 2013-14, mas foi rebaixado à Regionalliga Südwest por dívidas, além de ter sua licença profissional cassada.

## Títulos
| NACIONAIS | NACIONAIS        | NACIONAIS | NACIONAIS  |
|           | Competição       | Títulos   | Temporadas |
| --------- | ---------------- | --------- | ---------- |
|           | Copa da Alemanha | 1         | 1969–70    |

Outros Títulos
- Regionalliga Süd: 1966–67, 1969–70, 1971–72, 2004–05
- 2. Bundesliga Süd: 1980–81
- Regionalliga Südwest: 2014–15
- Oberliga Hessen: 1985–86, 1986–87, 1992–93

## Cronologia recente
| Ano       | Divisão                | Posição         |
| 1994–95   | Regionalliga Süd (III) | 15° ↓           |
| 1995–96   | Hessenliga (IV)        | 3°              |
| 1996–97   | Hessenliga (IV)        | 2° ↑            |
| 1997–98   | Regionalliga Süd (III) | 2°              |
| 1998–99   | Regionalliga Süd       | 2° ↑            |
| 1999–2000 | 2. Bundesliga (II)     | 17° ↓           |
| 2000–01   | Regionalliga Süd (III) | 10°             |
| 2001–02   | Regionalliga Süd       | 8°              |
| 2002–03   | Regionalliga Süd       | 8°              |
| 2003–04   | Regionalliga Süd       | 13°             |
| 2004–05   | Regionalliga Süd       | 1° ↑            |
| 2005–06   | 2. Bundesliga (II)     | 11°             |
| 2006–07   | 2. Bundesliga          | 14°             |
| 2007–08   | 2. Bundesliga          | 15° ↓           |
| 2008–09   | 3° Liga (III)          | 7°              |
| 2009–10   | 3° Liga                | 7°              |
| 2010–11   | 3° Liga                | 7°              |
| 2011–12   | 3° Liga                | 8°              |
| 2012–13   | 3° Liga                | 15° (rebaixado) |
| 2013–14   | Regionalliga Südwest   | 8°              |
| 2014–15   | Regionalliga Südwest   | 1°              |
| 2015–16   | Regionalliga Südwest   | 4°              |
| 2016–17   | Regionalliga Südwest   | 12°             |
| 2017–18   | Regionalliga Südwest   | 3°              |
| 2018–19   | Regionalliga Südwest   | 5°              |

## Estádio
Até a inauguração do Sparda Bank Hessen Stadium em fevereiro de 2011, o Kickers Offebach mandava suas partidas no Stadion am Bieberer Berg. Seu primeiro jogo foi um amistoso contra o Bayer Leverkusen, recebendo 15 mil torcedores. Atualmente, o novo estádio possui capacidade para 20.500 lugares.

## Treinadores
| - Franz Nagy (1922–1925) - Rudolf Keller (1926) - Mac Pherson (1927) - Rudolf Keller (1928) - Rudolf Keller (1945–1946) - Paul Oßwald (1946–1958) - Bogdan Cuvay (1958–1962) - Hans Merkle (1962–1964) - Radoslav Momirski (1964–1965) - Kurt Baluses (1965–1968) - Kurt Schreiner (1968) - Paul Oßwald (1968–1969) - Kurt Schreiner (1969) - Zlatko Čajkovski (1970) - Kurt Schreiner (1970) - Aki Schmidt (1970) - Rudi Gutendorf (1970–1971) - Kuno Klötzer (1971–1972) - Gyula Lóránt (1972–1974) - Otto Rehhagel (1974–1975) - Zlatko Čajkovski (1976) - Udo Klug (1976–1978) - Horst Heese (1978–1980) - Franz Brungs (1980–1982) - Lothar Buchmann (1982–1984) - Hermann Nuber (1984) - Fritz Fuchs (1984) - Horst Heese (1984–1985) - Wilfried Kohls (1985–1986) - Franz Brungs (1986–1987) - Robert Jung (1987) - Dieter Renner (1987–1989) | - Nikolaus Semlitsch (1989) - Hans-Günter Neues (1989–1990) - Kurt Geinzer (1990–1992) - Lothar Buchmann (1992–1994) - Valentin Herr (1994–1995) - Wilfried Kohls (1995) - Wolfgang Uschek (1995) - Ronald Borchers (1996–1997) - Wilfried Kohls e Jörg Hambückers (1997) - Hans-Jürgen Boysen (1997–1999) - Peter Neururer (1999–2000) - Dragoslav Stepanović (2000) - Knut Hahn (2000) - Wilfried Kohls (2000) - Knut Hahn (2000) - Dieter Müller e Oliver Roth (2000) - Ramon Berndroth (2000–2003) - Lars Schmidt (2003–2004) - Hans-Jürgen Boysen (2004–2006) - Wolfgang Frank (2006–2007) - Ramon Berndroth (2007) - Jørn Andersen (2007–2008) - Hans-Jürgen Boysen (2008–2009) - Steffen Menze (2009–2010) - Wolfgang Wolf (2010–2011) - Thomas Gerstner (2011) - Tobias Dudek (2011) - Arie van Lent (2011–2013) - Rico Schmitt (2013–2016) - Oliver Reck (2016–2018) - Daniel Steuernagel (2018–2019) - Angelo Barletta (2019–) |